# Yezda Urfa
Yezda Urfa é uma banda americana de rock progressivo fundada em 1973. Lançou dois álbuns, Boris e Sacred Baboon. Se separou na primavera de 1981. 
Em 2004 a banda se reuniu mais uma vez para gravar o disco YEZDAURFALIVE. 

## Formação
- Brad Christoff: bateria, percussão
- Phil Kimbrough: teclado, mandolin, sopros, vocal
- Mark Tippins: guitarra, vocal
- Marc Miller: baixo, violoncelo, marimba, vibrofones, vocal
- Rick Rodenbaugh: vocal

## Discografia
- Boris - Demo, 1975
- Sacred Baboon (1976)
- Sacred Baboon - CD de relançamento (1976) 1991
- Boris (1975) 2004
- YEZDAURFALIVE (2010) CD e MP3 gravados ao vivo no festival NEARfest 2004